# بيرني دين
بيرني دين هو سياسي أسترالي، ولد في 2 يناير 1918 في مودجي في أستراليا، وتوفي في 1 أبريل 1999 في وندزر ‏ في أستراليا. نشط حزبياً في الحزب الليبرالي الأسترالي. وقد انتخب عضو الجمعية التشريعية لنيو ساوث ويلز ‏.